# Aeroportul Municipal Canton
Aeroportul Municipal Canton (IATA: CTK, FAA LID: 7G9) este un aeroport din Dakota de Sud, Statele Unite ale Americii ce deservește zona Canton⁠(d).
Situat la o altitudine de 393 m, aeroportul dispune de 1 pistă.

## Infrastructură

### Piste
Aeroportul dispune de o singură pistă. Pista 18/36 are suprafața de asfalt și dimensiunile 3.600 picioare × 60 picioare. 